# キンテックス
キンテックス（英語表記：Korea INTernational EXhibition Center, KINTEX,韓国語表記：킨텍스）は大韓民国の京畿道高陽市一山西区にある大型の会議・展示施設である。2005年4月にオープン（開業して最初に行われたイベントはソウルモーターショー2005であった）。運営企業は、株式会社キンテックス。

## 概要
韓国最大のコンベンション・センターで、2005年4月29日に開業した。「韓国国際展示場」と呼ばれることもあるが、これは運営会社の商号が2006年12月まで「韓国国際展示場株式会社」であった名残である。
2007年の来客数は375万人。年間に400回近い展示会やコンベンションがおこなわれる。
| 年   | 展示会 | コンベンション |
| ---- | ------ | -------------- |
| 2005 | 58回   | 215回          |
| 2006 | 92回   | 365回          |
| 2007 | 89回   | 376回          |
| 2008 | 90回   | 398回          |
| 2009 | --     | --             |

## 施設

### 展示施設
屋内と屋外に展示施設がある。2011年9月には第2屋内展示場となる「KINTEX2」が完成した。「KINTEX」と「KINTEX2」の間は距離があるため、屋根つきの動く歩道が数基にわたり設置される。
屋内
単層・無柱構造を特徴とする。展示ホールを隔てる壁は、取り外しが可能。
KINTEX
- 総室内面積：53,975m2（6ホール）
- 天井高：15m

KINTEX2
- 総室内面積：54,508m2（4ホール）
- 天井高：15m

屋外
- 屋外展示場1：2,660m2　(94m×28.3m)
- 屋外展示場2：2,849m2　(56m×47m)
- 屋外展示場3：2,786m2

### 会議施設
- 大会議室
- 宴会室
- 中会議室
- VIP会議室

### その他施設
駐車場
- KINTEX 1,969台
- KINTEX2　2,285台

※臨時で約4,000台のスペースもあり。

## 交通アクセス
電車
- 首都圏広域急行鉄道A路線・キンテックス駅下車。

車
- 自由路のキンテックスICを降りる。

## 近隣施設
- レイキンスモール（LAKINS Mall）：2010年末にオープンの大型ショッピングモール。地下5階～地上9階の建物と、地下1階～地上4階の建物からなる。9階建の建物には現代百貨店などが入居。
- このほか、ホテル、水族館、タワー、大型商業施設などの建設が決まっている。